# أنطون إيشهولزر
أنطون إيشهولزر (بالألمانية: Anton Eichholzer)‏ (مواليد 5 أغسطس 1903) هو ملاكم نمساوي، مثّل بلاده في الألعاب الأولمبية الصيفية 1924.

## روابط خارجية
أنطون إيشهولزر على موقع أوليمبيديا (الإنجليزية)